# Gliese 876 e
Gliese 876 e je egzoplanet u orbiti oko zvijezde Gliese 876, za koju se procjenjuje da je udaljena 15,3 svjetlosnih godina. Četvrti je otkriveni planet u tom sustavu.